# Butch Johnson
Richard Andrew Johnson (conocido como Butch Johnson; Worcester, 30 de agosto de 1955-28 de mayo de 2024) fue un deportista estadounidense que compitió en tiro con arco, en la modalidad de arco recurvo; campeón olímpico en Atlanta 1996 y dos veces campeón mundial.

## Trayectoria
Participó en cinco Juegos Olímpicos de Verano, obteniendo dos medallas en la prueba por equipo, oro en Atlanta 1996 (junto con Justin Huish y Rodney White) y bronce en Sídney 2000 (con Rodney White y Victor Wunderle). Además, ocupó el sexto lugar Barcelona 1992 (equipo), el cuarto en Atenas 2004 (equipo) y el noveno en Pekín 2008 (equipo).
Ganó una medalla de bronce en el Campeonato Mundial de Tiro con Arco al Aire Libre de 1999 y tres medallas en el Campeonato Mundial de Tiro con Arco en Sala, en los años 1995 y 2001.
En los Juegos Panamericanos obtuvo cinco medallas: oro por equipo y plata individual en Mar del Plata 1995, oro por equipo y bronce individual en Winnipeg 1999 y oro por equipo en Río de Janeiro 2007.
Aparte de su carrera deportiva, dirigió un campo de tiro con arco cubierto en Connecticut. Falleció a los 68 años debido a las complicaciones de la leucemia linfática crónica que padecía.

## Palmarés internacional
| Juegos Olímpicos                 | Juegos Olímpicos          | Juegos Olímpicos  | Juegos Olímpicos  |
| Año                              | Lugar                     | Medalla           | Prueba            |
| -------------------------------- | ------------------------- | ----------------- | ----------------- |
| 1996                             | Atlanta (Estados Unidos)  | Medalla de oro    | Equipo            |
| 2000                             | Sídney (Australia)        | Medalla de bronce | Equipo            |
| Campeonato Mundial al Aire Libre |                           |                   |                   |
| Año                              | Lugar                     | Medalla           | Prueba            |
| 1999                             | Riom (Francia)            | Medalla de bronce | Equipo            |
| Campeonato Mundial en Sala       |                           |                   |                   |
| Año                              | Lugar                     | Medalla           | Prueba            |
| 1995                             | Birmingham (Reino Unido)  | Medalla de oro    | Equipo            |
| 2001                             | Florencia (Italia)        | Medalla de oro    | Equipo            |
| 2001                             | Florencia (Italia)        | Medalla de plata  | Individual        |
| Juegos Panamericanos             |                           |                   |                   |
| Año                              | Lugar                     | Medalla           | Prueba            |
| 1995                             | Mar del Plata (Argentina) | Medalla de oro    | Equipo            |
| 1995                             | Mar del Plata (Argentina) | Medalla de plata  | Individual (70 m) |
| 1999                             | Winnipeg (Canadá)         | Medalla de oro    | Equipo            |
| 1999                             | Winnipeg (Canadá)         | Medalla de bronce | Individual        |
| 2007                             | Río de Janeiro (Brasil)   | Medalla de oro    | Equipo            |